# Telenovela filipina
A telenovela filipina ou drama filipino — em inglês:  Philippine television drama, em tagalo:  Dramang pantelebisyon ng Pilipinas, também comumente chamado de P-drama ou Teleserye, é a designação dada as telenovelas produzidas nas Filipinas.
As telenovelas filipinas compartilham algumas características e têm raízes semelhantes às telenovelas e novelas clássicas, mas a telessérie evoluiu para um gênero com características próprias, muitas vezes trabalhando como um reflexo realista social da realidade filipina. Teleseryes são transmitidos no horário nobre, tarde, cinco dias por semana. Eles atraem uma ampla audiência cruzando as faixas etárias e de gênero e comandam as taxas de publicidade mais altas da indústria de televisão das Filipinas. A série dura de três meses a um ano, ou até mais, dependendo de sua classificação.
Outras formas de dramas filipinos incluem "seriados" e "antologias", que geralmente são mostrados semanalmente. Esses dramas também se destinam a exibir um número finito de episódios que geralmente duram uma temporada, dependendo das classificações.

## História
A produção de novelas começou nas Filipinas quando Gulong ng Palad foi ouvido pela primeira vez no rádio em 1949. Expandiu-se ainda mais na televisão no início dos anos 1960. A primeira telenovela filipina chamada Hiwaga sa Bahay na Bato, exibida pela ABS-CBN em 1963. Larawan ng Pag-ibig, Prinsipe Amante e outras telenovelas.
As telenovelas filipinas geralmente são transmitidas todas as manhãs, mas em 1996, a novela foi lançada à noite por causa da popularidade de uma telenovela mexicana chamada Marimar, exibida pela RPN nas Filipinas. Este é o começo da popularidade das novelas nas Filipinas. As maiores redes de televisão também acompanharam isso com o lançamento de telenovelas locais e estrangeiras no horário escolhido.
No ano de 2000, a ABS-CBN fez uma novela quando lançou o Pangako Sa 'Yo, conhecido como o primeiro telescópio oficial, e o mais aguardado. Esses telescópios estabelecem o padrão para a produção atual de telescópios nas Filipinas. Esse novo gênero tornou-se popular em todo o país e sua popularidade se expandiu ainda mais. Como resultado, as novelas que são televisionadas são comumente chamadas de GMA Network, chamadas de novelas como teledrama.

## Impacto das telenovelas filipinas
A variedade de popularidade do drama filipino desde o início dos anos 2000 girou no exterior, tornando-se popular em toda a Ásia e na África, e também atraiu amplamente as comunidades filipinas no exterior da América do Norte. Desde então, as telesseryes evoluíram distintamente da maioria das novelas do mundo ao longo de décadas e destacam a posição do país entre os produtores de drama televisivo de maior sucesso do mundo. Vários teleseryes filipinos surgiram como um dos programas de televisão mais assistidos em mercados ainda difíceis, como Indonésia, Malásia e China. Considerada uma das exportações econômicas e culturais mais vitais do país, elas são frequentemente dubladas nos idiomas locais e, às vezes, têm legendas em inglês e outras estrangeiras exibidas quando importadas para esses mercados.
ABS-CBN e GMA estão entre os produtores pioneiros de televisão na Ásia a exportar seus dramas clássicos, muitos dos quais refletem a realidade das sociedades filipinas (e outras asiáticas similares) e têm uma mensagem universal. Pangako Sa 'Yo é uma das novelas mais bem-sucedidas das Filipinas no exterior e as novelas como Kay Tagal Kang Hinintay e Recuerdo de Amor a seguiram antes de liderar as classificações nacionais de televisão na China em meados dos anos 2000, a história ganhou grande popularidade apenas para mais de um bilhão de telespectadores. no sudeste da Ásia e na África. A ABS-CBN também lançou um site chamado ABS-CBN International Sales (agora ABS-CBN International Distribution), para fácil acesso a seus shows. Outros programas da ABS-CBN como Sana Maulit Muli (Taiwan), Lobo (título em inglês: She-Wolf: The Last Sentinel), Tayong Dalawa, Dahil May Isang Ikaw, Kahit Isang Saglit, Katorse, Mara Clara (remake de 2010), Magkaribal, Be Careful With My Heart (Vietnã) e Walang Hanggan também foram exportados. Eles foram seguidos por transmissões simultâneas de programas como Ina, Kapatid, Anak, May Bukas Pa, Forevermore, Till I Met You, Wildflower e a adaptação para a televisão de Ang Probinsyano, atualmente exibida nas Filipinas e no exterior em meados da década de 2010, como resultado de sua popularidade dentro e fora do país.
A GMA Network ainda detém o recorde de episódios piloto de classificação mais alta, incluindo Darna e Encantadia, ambos em 2005. A GMA também foi pioneira e projetou a Telefantasya na televisão com Mulawin, em 2004, que chamou a atenção dos telespectadores nas Filipinas e seguiu o exemplo. Boys Next Door, um melodrama adolescente, que foi a primeira telenovela filipina exibida na Coreia do Sul (considerada um dos principais exportadores rivais de séries de televisão da Ásia). A adaptação filipina de MariMar em 2007 se tornou a telenovela mais bem-sucedida de todos os tempos da GMA, dentro e fora das Filipinas, e ainda detém o recorde com seus 58% de telespectadores nacionais e foi exibida com grande popularidade na Tailândia, Malásia, China, Singapura, Indonésia, Camboja, Vietnã, Uganda, Tanzânia, Quênia e Havaí (Estados Unidos). Outros programas da GMA Network, como Habang Kapiling Ka, Kahit Kailan, Bakekang, Muli, Impostora, Mga Mata ni Anghelita, Dyesebel e Encantadia, ainda são transmitidos em alguns países da Ásia e da África. Tanto a ABS-CBN quanto a GMA são considerados os principais exportadores de dramas televisivos para a maior parte do sudeste da Ásia e da África nos últimos anos. Com o GMA o mais bem-sucedido em exportar seus programas por causa de seu conceito original e eficaz, especialmente com The Half Sisters e Ika-6 na Utos.
Nos últimos anos, a telenovela filipina ganhou reconhecimento internacional de organismos internacionais premiados, consolidando a reputação das Filipinas entre os produtores de drama televisivo mais prolíficos do mundo. A maioria desses dramas nomeados eram da ABS-CBN. Começou com Lobo, vencendo a categoria Melhor Telenovela no 30º Festival Mundial de Televisão do BANFF. Vários dramas também foram indicados no Emmy Internacional para a categoria telenovela, incluindo Kay Tagal Kang Hinintay, Dahil May Isang Ikaw, Kahit Isang Saglit, Bridges of Love, Magdusa Ka e My Husband's Lover. Be Careful With My Heart foi recentemente indicado no prêmio New York Festivals TV and Film Awards em 2013. Angel Locsin, Sid Lucero e Jodi Sta. Maria é, até o momento, os únicos filipinos a serem indicados ao Emmy Internacional de Melhor Ator e Melhor Atriz em uma série dramática por seus respectivos papéis em Lobo, Dahil May Isang Ikaw e Pangako Sa 'Yo (remake de 2015).